# Nora Orlandi
Nora Orlandi   (Voghera, 28 de juny de 1933 - Roma, 1 de gener de 2025), coneguda com a Joan Christian, fou una pianista italiana, violinista, vocalista, compositora i actriu ocasional. Com a primera compositora de música de cinema italiana, va compondre partitures per spaghetti westerns, eurospy films i films de detectius al llarg de la dècada de 1960. És coneguda per «Dies Irae», una peça curta que va escriure i va interpretar per a The Strange Vice of Mrs Wardh (1971) de Sergio Martino, i que més tard va ser reutilitzada a Kill Bill: Volume 2 (2004) de Quentin Tarantino. La seva germana més jove és la cantautora Paola Orlandi.

## Filmografia
- - Johnny Yuma (1966)
  - Clint the Stranger (1967)
  - Ten Thousand Dollars for a Massacre (1967)
  - Death at Owell Rock (1967)
  - The Sweet Body of Deborah (1968)
  - $100,000 for a Killing (1968)
  - Double Face (1969)
  - The Strange Vice of Mrs Wardh (1971)